# Народ Чекуа
Народ Чекуа (англ. Checua people), також чекуа — умовна назва невеликої за чисельністю праіндіанської популяції мисливців-збирачів, яка мешкала на південноамериканському континенті поблизу Панамського перешийка 6000 тому та безслідно зникла за 4000 тисяч по тому.
Назва популяції походить від місця виявлення її розселення  на плато Чекуа  (територія сучасного департаменту Кундінамарка, (Колумбія). Її гени не передалися жодному з сучасних народів Південної та Центральної Америки. Польові археологічні дослідження не виявили жодних ознак насильства, війни чи геноциду. Археологи вважають, що зникнення популяції могло відбутись шляхом поступового мігрування на не досліджені досі території — такі як захід Колумбії, захід Венесуели та Еквадор. Причиною могли стати антропогенні зміни довкілля(ВУЕ) унаслідок переходу до сухіших та прохолодніших умов (прибл. 4200 років тому), чи витіснення етнічною групою чибча-муїсків з Центральної Америки. Можливо чекуа асимільовувались з прибулими популяціями так довго, так що їх гени були розмиті змішаними шлюбами,.
Натомість близько 2000 років тому місцевість стародавніх мисливців-збирачів заселили генетично не споріднені з ними групи, які мали схожість сучасними носіями мови чибча з Коста-Рики і Панами. Ці нові поселенці принесли з собою не лише іншу генетику, а й важливі господарські та культурні інновації, такі як землеробство та гончарство. На відміну від своїх попередників, ці нові мешканці залишили видимі генетичні сліди аж до прибуття європейців у 16 столітті, розвиваючи культуру Муїска, яку конкістадори зустріли після свого прибуття.

## Історія досліджень
У 2025 році дослідницька група археогенетиків та палеогенетиків з Інституту генетики Національного університету Колумбії та Центру еволюції людини та палеосередовища імені Йоганна-Христіана Зенкенберга при Тюбінгенському університеті ім. Ебергарда Карла (Німеччина) провели повне секвенування геному 21 особи, які мешкали у період від 6000 до 500 років тому, з п'яти археологічних місць Істмо-Колумбійського регіону (Чекуа, Лагуна-де-ла-Еррера, Лас-Делісіас, Пурнія та Соача). Вчені дослідили геном 7 мисливців-збирачів давністю 6000 років з розкопок докерамічної пам'ятки  раннього голоцену Чекуа, 9 осіб з періоду Еррера давністю близько 2000 років,  2 осіб - представників племені гуане з стоянки Лос Курос (муніципалітет Пʼєдекуеста) 530-річної давності та 3 осіб періоду агрокераміки чибча-муїсків давністю від 1200 до 520 років. Аналіз ДНК був зосереджений на зразках, витягнутих з кам'яної частини скроневої кістки та зубів, які вважаються оптимальними джерелами для збереження генетичного матеріалу в археологічних умовах. Дослідження генетичних зразків сегменту ядерної мітохондріальної ДНК, які були взяті з решток 6 тисячної давності з плато Чекуа, виявили, що хоча чоловіки носили загальну сигнатуру Y-ДНК корінних індіанців (гаплогрупа Q1b1a), інші частини генетичної сигнатури демонстрували повну відсутність спадковості з іншими геномами, молодшими за 2000 років, і
не мали жодної генетичної спорідненості з будь-якою відомою групою на південноамериканському континенті. Вони також не мали стосунку і до стародавніх північноамериканських народів культури Кловіс, які мігрували у південному напрямку через Панамський перешийок.
Аналіз ДНК індивідів від 2000 до 500 років навпаки ж показав значну подібність з популяціями центральноамериканського перешийка, особливо з сучасними носіями чибчанських мов, такими як кабекарас або брібрі з Панами та Коста-Ріки.
Результатом дослідження стало відкриття окремої, ізольованої людської гілки, яка повністю зникла й не залишила жодних генетичних наступників. Після зникнення чекуа нові хвилі населення керамічної культури Еррера з нагір'я Кордильєра-Сентраль (~2000 років тому) продовжували змінювати генетичну мапу території. Сучасні мовні спільноти, такі як чибча в Коста-Риці, Панамі й північній Колумбії, зберігають культурну спадщину, але не мають безпосередніх генетичних зв’язків ні з чекуа, ні з наступними мешканцями періоду Еррера. Відкриття, зокрема,  може й свідчити про те, що міграційні потоки були складними та мали кілька вимірів, зокрема і в зворотному напрямку: з півдня на північ атлантичним узбережжям,.
Проведені раніше  археогенетичні аналізи останків осіб періоду  голоцену (~9000~550 cal BP) з археологічної пам'ятки  Чекуа та інших територій Кордильєра-Орієнталь, які проводились з використанням  послідовностей мітохондріальної ДНК HVR1, виявили наявність гаплогруп A2, B2,  C1, C1b, D1 та D4h3a, які притаманні як палеоіндіанцям, так і сучасним колумбійцям. Ці дослідження надали генетичні докази у підтвердженні гіпотези про поступове розселення палеоіндіанців в північно-західній частині Південної Америки за двома напрямками — з півночі на південь уздовж узбережжя Тихого океану та із заходу на схід через Анди та Кордильєри,,.